# Hansa Borg Bryggerier
Die Hansa Borg Bryggerier AS (deutsch Hansa-Borg-Brauereien AG) ist ein norwegisches Unternehmen der Lebensmittelindustrie mit Sitz in Bergen. Hansa Borg Bryggerier entstand 1997 durch Fusion zweier Brauereien. Seit Anfang 2022 ist Royal Unibrew der einzige Eigentümer.
Hansa Borg Bryggerier ist Norwegens zweitgrößtes Brauerei- und Getränkeunternehmen mit drei Brauereien und einer Abfüllanlage. 300 Mitarbeiter arbeiten an Standorten in Bergen, Oslo, Sarpsborg, Grimstad und Olden. 2021 lag der Umsatz bei 1,4 Milliarden Norwegischen Kronen.
Produkte sind Bier, Cidre, Erfrischungsgetränke, Wasser und Wein für den norwegischen Markt. Biermarken sind Hansa, Borg, CB, Fredrikstad, Heineken, Nøgne Ø, Clausthaler und andere. Cidre-Marken sind Greven und Bulmer.